# Passavant-en-Argonne
Passavant-en-Argonne è un comune francese di 223 abitanti situato nel dipartimento della Marna nella regione del Grand Est.

## Società

### Evoluzione demografica
Abitanti censiti